# Linux Club Italia
L'Associazione Culturale Linux Club Italia persegue le finalità di promozione e diffusione del software libero, intese come diritto alla trasmissione della cultura e del sapere e come tutela dei diritti fondamentali dell'individuo: la libertà di pensiero, di espressione e di parola.

## Finalità
L'Associazione Culturale Linux Club Italia lavora:
- per ridurre il divario tecnologico-informativo sia tra i cittadini italiani che tra i popoli del mondo;
- per contribuire all'utilizzo pieno e consapevole delle tecnologie ed in particolare di Internet;
- per la piena realizzazione dell'individuo;
- per la promozione ed il sostegno delle forme di economia a scopo etico;
- per la difesa delle libertà digitali

## Attività
Il Linux Club di Roma, attivo dalla fine del 2003, è la prima associazione in Italia a legare le tematiche della diffusione dell'open source con occasioni di arte, cultura e intrattenimento: la sede è un luogo di incontro per appassionati di Internet e Linux, ma è anche un centro di formazione intellettuale, teatro di iniziative e rassegne artistiche e culturali.
Il Linux Club Italia ogni anno organizza la manifestazione "La Settimana delle Libertà Digitali", nata per favorire la diffusione del software libero e della cultura condivisa; nella manifestazione si alternano dibattiti e incontri, seminari e workshop, corsi, eventi musicali ed artistici, proiezioni di video, illustrazioni di progetti di cooperazione e volontariato.
A settembre 2007 ha ospitato l'assemblea di Wikimedia Italia.
Nel 2008 l'Associazione ha chiuso la propria sede di Via Libetta 15.